# Real User Measurement
Real User Measurement (auch kurz RUM) steht in der Informatik für die Leistungsüberwachung (Performance Monitoring) von Webapplikationen aus der Perspektive des Endnutzers (Client). 
Die Notwendigkeit zum Real User Measurement begründet sich mit dem sogenannten Komponenten-Mythos (engl. component myth). Dieser besagt, dass in der Realität häufig Performancemängel durch den Endnutzer beobachtet werden, obgleich Monitoring-Dienste der einzelnen Infrastrukturkomponenten keine Fehler erkennen lassen. Real User Measurement im Performance Monitoring basiert somit auf dem Top-down-Prinzip. Erst mit Sicherstellung der vom Endnutzer am Client erfahrenen Performanz ergibt die Kontrolle der Leistung einzelner Komponenten einen Sinn. Als ein Richtwert dient die Human Response Time, die menschliche Reaktionszeit zur Wahrnehmung von Verzögerungen.
Technisch wird das Real User Measurement mit der Messung der Ende-zu-Ende-Antwortzeiten (response time) zwischen Servern und Client umgesetzt. Dies kann zum Beispiel mit dem Application Response Measurement genannten Standard der Open Group implementiert werden.
Real User Measurement ist oftmals Teil eines Ende-zu-Ende-Monitorings. Zu diesem passiven Web Monitoring gesellt sich des Weiteren das aktive Web Monitoring in Form von Robotertechnologie (auch als Synthetische Transaktion bezeichnet), sowie unterschiedliche Systemmonitoring Komponenten (Server, Datenbanken, virtuelle Systeme, Netzwerke etc.). 
Weitere Begriffe in diesem Kontext sind Real User Monitoring oder auch End User Experience. Dabei ist allerdings zu beachten, dass End User Experience zusätzlich zu performanzrelevanten Messungen auch das Anwenderverhalten betrachtet. Zum einen sind diese Daten für Marketingaktivitäten hilfreich (Stichwort Conversion Rate), zum anderen kann damit aber im Fehlerfall auch eine Fehleranalyse ohne Interaktion mit dem Anwender durchgeführt werden (Stichwort Error 404).